# Schizotricha turqueti
Schizotricha turqueti is een hydroïdpoliep uit de familie Halopterididae. De poliep komt uit het geslacht Schizotricha. Schizotricha turqueti werd in 1906 voor het eerst wetenschappelijk beschreven door Billard. 